# Takashi Inui
Takashi Inui (n. 2 iunie 1988) este un fotbalist japonez care evoluează în Primera División pentru Eibar.

## Statistici
| Japonia | Japonia | Japonia |
| An      | Meciuri | Goluri  |
| ------- | ------- | ------- |
| 2009    | 1       | 0       |
| 2010    | 2       | 0       |
| 2011    | 0       | 0       |
| 2012    | 3       | 0       |
| 2013    | 6       | 0       |
| 2014    | 2       | 2       |
| 2015    | 4       | 0       |
| 2016    | 0       | 0       |
| 2017    | 6       | 0       |
| 2018    | 4       | 3       |
| Total   | 29      | 5       |